# دنیل تینت
دنیل تینت (انگلیسی: Daniel Tinte؛ زادهٔ ۶ دسامبر ۱۹۶۹) موسیقی‌دان اهل آرژانتین است. وی از سال ۱۹۹۵ میلادی تاکنون مشغول فعالیت بوده‌است.